# Association Française des Parcs Zoologiques
Die Association Française des Parcs Zoologiques (AFdPZ) ist eine Vereinigung französischer zoologischer Gärten.
Die Organisation sieht ihre Aufgaben in der Vernetzung der ihr angeschlossenen Einrichtungen untereinander und deren Interessensvertretung nach außen sowie in Bildung, Forschung und Naturschutz.
1969 gegründet, firmierte die Vereinigung zunächst unter den Namen Association Nationale des Parcs et Jardins Zoologiques privés (ANPJZ) und Association Nationale des Parcs Zoologiques (ANPZ).
Die AFdPZ ist Mitglied der europäischen und weltweiten Zoovereinigungen sowie von Species 360 (ehemals ISIS) und IUCN.

## Mitglieder
Angeschlossen sind über 70 Zoos aus Frankreich und seinen Übersee-Départements, darunter:
- ZooParc de Beauval
- Zoo de la Palmyre
- Zoo d’Amnéville
- Ménagerie du Jardin des Plantes
- Zoo de La Flèche